# Hyperlopha rectefasciata
Hyperlopha rectefasciata là một loài bướm đêm trong họ Noctuidae.